# Вулиця Захисників Азовсталі
Ву́лиця Захисників Азовсталі — вулиця в Черкасах.

## Розташування
Вулиця розташована в мікрорайоні Митниця і простягається від вулиці Героїв Дніпра до вулиці Володимира Великого.

## Опис

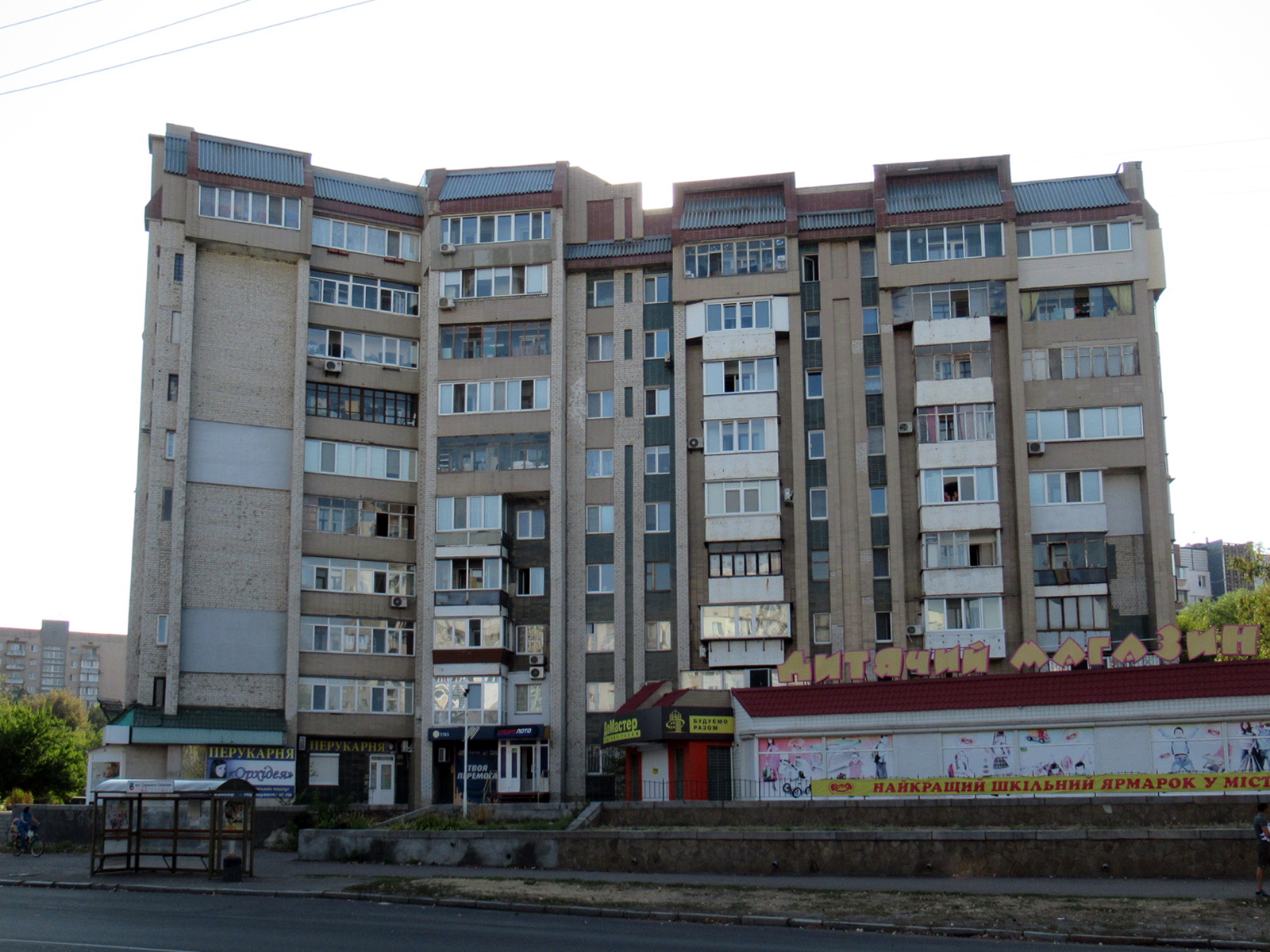
№ 6

Вулиця широка, по 2 смуги руху в один бік. Забудова виключно багатоповерхова, має всього 5 будинків (№№ 1, 2, 3, 5, 6)

## Походження назви
Вулиця утворена в 1983 році. До 2023 року носила назву на честь Івана Смірнова.